# Ex (2009)
Ex (Brasil: Ah... O Amor! ) é um filme de comédia romântica de 2009, dirigido e co-escrito por Fausto Brizzi e interpretado por um elenco de atores talentosos.

## Elenco
- Alessandro Gassman – Davide
- Cécile Cassel – Monique
- Claudia Gerini – Elisa
- Cristiana Capotondi – Giulia
- Malik Zidi – Marc
- Gianmarco Tognazzi – Corrado
- Silvio Orlando – Luca
- Fabio De Luigi – Paolo
- Claudio Bisio – Sergio
- Vincenzo Salemme – Filippo
- Flavio Insinna – Don Lorenzo
- Giorgia Würth – Roberta
- Elena Sofia Ricci – Michela
- Enrico Montesano – Mario
- Nancy Brilli – Caterina
- Carla Signoris – Loredana
- Martina Pinto – Valentina
- Vincenzo Alfieri – Andrea
- Angelo Infanti – mãe de Elisa
- Nathalie Rapti Gomez – Noemi
- Giorgia Cardaci